# Päivikki Kallio
Päivikki Suvi-Maaria Kallio, född 27 juni 1952 i Helsingfors, är en finländsk grafiker. 
Kallio studerade vid Konstindustriella högskolan 1973–1977, vid Eesti NSV Riiklik Kunstiinstituut i Tallinn 1977–1979 och avlade humanistisk kandidatexamen 1979. Hon är känd för sin gränsöverskridande grafik, tredimensionella installationer i blandteknik (bland annat gipsskulpturer) och ljusgrafik, från blankslipade, etsade grafiska plåtar reflekterade bilder av människoansikten. Hon har vid sidan av sina experiment med bland annat digitalteknik även utfört traditionellare grafik på papper. 
Kallio ställde ut första gången 1978. Hon har utfört konstverket Mångformad (Monimuotoinen) till det biotekniska institutet vid Jyväskylä universitet 2001. Hon har även formgett tryckalster (bland annat ombrytningar av Museo-lehti och Taide-lehti) och webbsidor. Hon har medverkat i konstorganisationer, bland annat statens inköpsnämnd 1996–1998. Hon utgav 1997 boken Pimeyden tilat. 